# Kaja Kallas
Kaja Kallas, född 18 juni 1977 i Tallinn i dåvarande Estniska SSR (i nuvarande Estland), är en estnisk politiker och jurist. Sedan den 1 december 2024 är hon EU:s höga representant för utrikes frågor och säkerhetspolitik och Europeiska kommissionens vice ordförande.
Hon var Estlands premiärminister från 2021 till 2024, partiledare för Reformpartiet från 2018 till 2024 samt ledamot av Europaparlamentet från 2014 till 2018. Kallas var Estlands första kvinnliga premiärminister.

## Bakgrund och privatliv
Kallas är dotter till Siim Kallas, tidigare premiärminister, vice ordförande i Europeiska kommissionen och partiledare för Estniska reformpartiet. 
Kaja Kallas studerade vid Tartu universitet och har en kandidatexamen i juridik. Från 1999 var hon verksam jurist och blev 2002 advokat. Hon har bland annat varit delägare i advokatfirmorna Luiga Mody Hääl Borenius och Tark & Co samt arbetat som ledarskapscoach vid Estonian Business School. 2007 påbörjade hon studier i företagsekonomi vid Estonian Business School och avlade där en Master of Business Administration-examen 2010.
Kaja Kallas var tidigare gift med Roomet Leiger och levde därefter från 2011 till 2014 i ett förhållande med den konservative politikern och tidigare finansministern Taavi Veskimägi, som hon har en son tillsammans med. 2018 gifte hon sig med Arvo Hallik, delägare i Superia Corporate Finance.
Vid sidan av sitt modersmål estniska, kan Kallas också flytande engelska, finska, ryska och franska.

## Politisk karriär i Estland

### Parlamentariker
Mellan 2011 och 2014 satt Kallas i det estniska parlamentet, Riigikogu. Hon valdes 2014 in i Europaparlamentet, där hon tillhörde den liberala ALDE-gruppen. Som EU-parlamentariker var hon vice ordförande i delegationen till Ukraina, ledamot i utskottet för industrifrågor, forskning och energi (ITRE) samt ersättare i utskottet för den inre marknaden och konsumentskydd (IMCO). Hon har arbetat aktivt med frågor som rör en digital inre marknad och små och medelstora företag (SMF). Kallas gav 2018 ut en självbiografisk bok om sin tid som Europaparlamentariker, MEP. 4 aastat Euroopa Parlamendis.

### Partiledare
Reformpartiets partiledare Hanno Pevkur meddelade 13 december 2017 att han inte skulle ställa upp för omval i januari 2018 och lanserade istället Kallas som kandidat. Hon meddelade sin kandidatur den 15 december och valdes till partiledare.
Reformpartiet blev under Kallas ledning största parti efter valet till Riigikogu i mars 2019, med omkring 29 procent av rösterna, medan premiärminister Jüri Ratas parti, Estniska centerpartiet, endast uppnådde 23 procent. Trots detta kunde Ratas regera vidare i en ny mitten-högerkoalition, då Kallas koalition med Socialdemokraterna under regeringsbildningen ej kunde samla en majoritet av mandaten i Riigikogu bakom sig, utan i stället inledde mandatperioden i opposition.

### Premiärminister
Jüri Ratas meddelade sin avgång i januari 2021 efter medieuppgifter om en korruptionsskandal inom Centerpartiet. Den 24 januari 2021 nominerades Kallas till befattningen som Estlands premiärminister av Estlands president Kersti Kaljulaid för att bilda en mittenregering i koalition med Centerpartiet. Kallas bekräftades därefter som premiärminister av parlamentet den 26 januari och regeringen Kallas svors in samma dag.
Kallas första regering avgick 14 juli 2022, då hon lämnade in sin avskedsansökan till president Alar Karis. Anledningen var att regeringskoalitionen med Centerpartiet spruckit över bland annat Centerpartiets motstånd mot obligatorisk estnisk språkundervisning i förskolan, även för barn som inte har estniska som modersmål, och redan 3 juni hade Centerpartiets ministrar avskedats av Kallas. Presidenten gav Kallas på nytt uppdraget att bilda en regeringskoalition, och den 18 juli svors Kaja Kallas andra koalitionsregering in, nu bestående av Reformpartiet, liberalkonservativa Isamaa och Socialdemokraterna.
I valet i mars 2023 då Kallas för första gången var sittande premiärminister gick Reformpartiet framåt till 31,2 procent, en ökning med 2,3 procent. Kallas valde att bilda en mittenkoalitionsregering med Socialdemokraterna och det nya liberala partiet Estland 200. Kallas tredje regering tillträdde 17 april 2023.
Kallas avgick som premiärminister den 23 juli 2024 efter att ha nominerats av Europeiska rådet till EU:s nya höga representant för utrikes frågor och säkerhetspolitik.

## EU:s höga representant för utrikes frågor och säkerhetspolitik
Sedan den 1 december 2024 är hon EU:s höga representant för utrikes frågor och säkerhetspolitik och Europeiska kommissionens vice ordförande.
Efter uppståndelsen kring Volodymyr Zelenskyjs besök i Vita huset i slutet av februari 2025 skrev Kallas att "idag har det blivit klart att fria världen behöver en ny ledare".

## Utmärkelser
- storkors av Rumänska Stjärnans orden (Rumänien, 2021)
- storkors av Nordstjärneorden (Sverige, 2023)
- 2. klass av Furst Jaroslav den vises orden (Ukraina, 2023)

Källa: